# Wilfried Reuter (Pfarrer)
Wilfried Reuter (* 16. Januar 1940 in Kassel; † 2. Juli 2011 in Reichelsheim (Odenwald), seltener: Wilfried P. Reuter) war ein deutscher Pfarrer, Evangelist und Sänger, bekannt geworden durch die Deutsche Zeltmission als „singender Pfarrer“.

## Werdegang
Reuter war seit seiner Ordination am 1. August 1967 Sänger, Koordinator und Referent bei der Deutschen Zeltmission und wurde so als „singender Pfarrer“ bekannt. Am Gemeindetag unter dem Wort im Jahre 1975 leitete er den zweitausend Stimmen umfassenden Stadionchor im Stuttgarter Neckarstadion, der heutigen MHPArena. Von 1978 bis 1984 war er Direktor der Bibelschule Bergstraße. Danach arbeitete er von 1984 bis 1993 im Amt für missionarische Dienste der hessen-nassauischen Kirche. Er war von 1992 bis 2007 Vorsitzender der Deutschen Evangelistenkonferenz. Bei der ersten ProChrist-Veranstaltung in Essen mit dem amerikanischen Evangelisten Billy Graham (1993) wirkte er als dessen Übersetzer. Die Veranstaltung wurde in Hunderte von Orten in Europa ausgestrahlt. Viele Jahre war er Mitglied im Leitungskreis der Lausanner Bewegung Deutschland. Vom 1. Januar 1994 bis 14. März 2003 leitete er das Geistliche Rüstzentrum Krelingen, Walsrode. Im Ruhestand leitete er die „Stephanus-Dienste“, eine Seelsorgeinitiative für hauptamtliche Mitarbeiter.
Seit dem 12. Mai 2007 war Reuter Vorsitzender des Förderverein der Gemeinschaft Evangelischer Christen (GEC) auf Teneriffa. Reuter war Mitglied im Hauptvorstand der Deutschen Evangelischen Allianz und bis 2008 Vorsitzender des Aufsichtsgremiums von World Vision Deutschland. Er war als Vertreter von World Vision International auch Mitglied im Vorstand von World Vision Österreich.

## Diskografie

### Alben
| Jahr | Titel                             | Label        |
| ---- | --------------------------------- | ------------ |
| 1973 | Meine Zeit steht in deinen Händen | Gerth Medien |
| 1974 | Wenn du den Schritt wagst         | Gerth Medien |
| 1976 | Meine liebsten Lieder             | Gerth Medien |
| 1978 | Ich bin durch die Welt gegangen   | Gerth Medien |

### Singles und EPs
| Jahr  | Titel                                                           | Titel                                   | Mitwirkende                                                                           | Label                                                              | Anmerkungen                                  |
| Jahr  | Seite A                                                         | Seite B                                 | Mitwirkende                                                                           | Label                                                              | Anmerkungen                                  |
| ----- | --------------------------------------------------------------- | --------------------------------------- | ------------------------------------------------------------------------------------- | ------------------------------------------------------------------ | -------------------------------------------- |
| 1970? | Du großer Gott                                                  | Wenn du Jesus kennst                    | Wilfried Reuter* 1 Wetzlarer Evangeliumschor unter der Leitung von Margret Birkenfeld | Frohe Botschaft im Lied (heute: Gerth Medien) Single-Nr. 65 423    | * als „Wilfried P. Reuter“                   |
| 1970? | - Du großer Gott, wenn ich die Welt betrachte [Single-Version]1 | - Wenn du Jesus kennst                  | Wilfried Reuter* 1 Wetzlarer Evangeliumschor unter der Leitung von Margret Birkenfeld | Frohe Botschaft im Lied (heute: Gerth Medien) Single-Nr. 65 423    | * als „Wilfried P. Reuter“                   |
| 1972  | Kennst du die Geschichte von Nikodemus?                         | Kennst du die Geschichte von Nikodemus? | Wilfried Reuter                                                                       | Songs der Frohen Botschaft (heute: Gerth Medien) Single-Nr. 61 104 |                                              |
| 1972  | - Kennst du die Geschichte von Nikodemus?                       | - Ein Blinder saß am Wege               | Wilfried Reuter                                                                       | Songs der Frohen Botschaft (heute: Gerth Medien) Single-Nr. 61 104 |                                              |
| 1974? | Neue Lieder mit Wilfried Reuter                                 | Neue Lieder mit Wilfried Reuter         | Wilfried Reuter                                                                       | Phonomission des Missionstrupps Frohe Botschaft Single-Nr. MFB 901 | Spätere Wiederauflage: Missio-Aktuell-Verlag |
| 1974? | - Einst zehn Männer sahen                                       | - Sag Ja zu Gottes Wegen                | Wilfried Reuter                                                                       | Phonomission des Missionstrupps Frohe Botschaft Single-Nr. MFB 901 | Spätere Wiederauflage: Missio-Aktuell-Verlag |
| 1974? | Wilfried Reuter singt Erweckungslieder                          | Wilfried Reuter singt Erweckungslieder  | Wilfried Reuter                                                                       | Phonomission des Missionstrupps Frohe Botschaft Single-Nr. MFB 902 | Spätere Wiederauflage: Missio-Aktuell-Verlag |
| 1974? | - Fragst du gar nichts danach?                                  | - Gehe nicht vorbei, o Heiland          | Wilfried Reuter                                                                       | Phonomission des Missionstrupps Frohe Botschaft Single-Nr. MFB 902 | Spätere Wiederauflage: Missio-Aktuell-Verlag |
| 1975  | O komm doch mit mir nach Golgatha                               | Von guten Mächten wunderbar geborgen    | Wilfried Reuter 1 Siegler-Chöre unter der Leitung von Winfried Siegler                | Abakus Single-Nr. 71 002                                           |                                              |

### Compilation
| Jahr | Titel                                               | Label        |
| ---- | --------------------------------------------------- | ------------ |
| 2001 | Rückblick 3: Wilfried Reuter – Der singende Pfarrer | Gerth Medien |

### Konzepte mit Gerhard Bergmann
Unter dem Slogan Dr. Bergmann spricht, Wilfried Reuter singt veröffentlichte Wilfried Reuter in Kollaboration mit Theologe Gerhard Bergmann als Sprecher von – je nach Format – einer oder mehr Ansprachen Single-Schallplatten sowie später LPs. Auch musikalische Gäste wie der Wetzlarer Evangeliumschor unter der Leitung von Margret Birkenfeld wirkten teilweise mit.
| Jahr | Titel | Titel | Kollaboration                                              | Mitwirkende | Label                                                        | Anmerkungen                                                                       |
| Jahr | Seite A | Seite B | Kollaboration                                              | Mitwirkende | Label                                                        | Anmerkungen                                                                       |
| ---- | --- | --- | ---------------------------------------------------------- | --- | ------------------------------------------------------------ | --------------------------------------------------------------------------------- |
| 196? | Jesus Christus, der Gekreuzigte – unzeitgemäß? | Jesus Christus, der Gekreuzigte – unzeitgemäß? | Gerhard Bergmann (Sprecher) Wilfried Reuter* (Bass-Solist) | Peter van Woerden (Orgel und Klavier) | Deutsche Zeltmission (Privat Pressing) Single-Nr. HT 7 A/B   | Technische Spezifikationen: Vinyl, 7″, 33 ⅓ RPM, Mono; * als „Wilfried P. Reuter“ |
| 196? | - O komm doch mit mir nach Golgatha (Teil 1: Strophen 1–2) - Jesus Christus, der Gekreuzigte – unzeitgemäß? (Ansprache – Teil 1) - O komm doch mit mir nach Golgatha (Teil 2: Strophe 3)                                                                          | - Das alt’, raue Kreuz (Dort auf Golgatha stand – Teil 1: Strophe 1) - Jesus Christus, der Gekreuzigte – unzeitgemäß? (Ansprache – Teil 2) - Das alt’, raue Kreuz (Dort auf Golgatha stand – Teil 2: Strophe 2–3)                  | Gerhard Bergmann (Sprecher) Wilfried Reuter* (Bass-Solist) | Peter van Woerden (Orgel und Klavier) | Deutsche Zeltmission (Privat Pressing) Single-Nr. HT 7 A/B   | Technische Spezifikationen: Vinyl, 7″, 33 ⅓ RPM, Mono; * als „Wilfried P. Reuter“ |
| 196? | Hat das Leben einen Sinn? | Hat das Leben einen Sinn? | Gerhard Bergmann (Sprecher) Wilfried Reuter* (Bass-Solist) | Peter van Woerden (Orgel und Klavier) | Deutsche Zeltmission (Privat Pressing) Single-Nr. HT 8 A/B   | Technische Spezifikationen: Vinyl, 7″, 33 ⅓ RPM, Mono; * als „Wilfried P. Reuter“ |
| 196? | - Ist dein Leben voller Schuld? (Teil 1: Strophen 1–2) - Hat das Leben einen Sinn? (Ansprache – Teil 1) - Ist dein Leben voller Schuld? (Teil 2: Strophen 3–4) | - Herr, führe du (Teil 1: Strophen 1–2) - Hat das Leben einen Sinn? (Ansprache – Teil 2) - Herr, führe du (Teil 2: Strophe 3) | Gerhard Bergmann (Sprecher) Wilfried Reuter* (Bass-Solist) | Peter van Woerden (Orgel und Klavier) | Deutsche Zeltmission (Privat Pressing) Single-Nr. HT 8 A/B   | Technische Spezifikationen: Vinyl, 7″, 33 ⅓ RPM, Mono; * als „Wilfried P. Reuter“ |
| 196? | Nimm, o Herr, meine Hand | Nimm, o Herr, meine Hand | Gerhard Bergmann (Sprecher) Wilfried Reuter* (Bass-Solist) | Peter van Woerden (Orgel und Klavier) | Deutsche Zeltmission (Privat Pressing) Single-Nr. HT 113 A/B | Technische Spezifikationen: M 45/Mono; * als „Wilfried P. Reuter“                 |
| 196? | - Hier hast du meine beiden Händen | - Nimm, o Herr, meine Hand | Gerhard Bergmann (Sprecher) Wilfried Reuter* (Bass-Solist) | Peter van Woerden (Orgel und Klavier) | Deutsche Zeltmission (Privat Pressing) Single-Nr. HT 113 A/B | Technische Spezifikationen: M 45/Mono; * als „Wilfried P. Reuter“                 |
| 196? | Vom Zweifel zur Gewissheit | Vom Zweifel zur Gewissheit | Gerhard Bergmann (Sprecher) Wilfried Reuter (Bass-Solist)  | 1 Wetzlarer Evangeliumschor unter der Leitung von Margret Birkenfeld Mons Leidvin Takle (Orgel und Klavier) Margret Birkenfeld (Violine) | Frohe Botschaft im Lied (heute: Gerth Medien) LP-Nr. 33 739  |                                                                                   |
| 196? | Vom Zweifel zur Gewissheit | Jesus kommt wieder | Gerhard Bergmann (Sprecher) Wilfried Reuter (Bass-Solist)  | 1 Wetzlarer Evangeliumschor unter der Leitung von Margret Birkenfeld Mons Leidvin Takle (Orgel und Klavier) Margret Birkenfeld (Violine) | Frohe Botschaft im Lied (heute: Gerth Medien) LP-Nr. 33 739  |                                                                                   |
| 196? | - Du großer Gott, wenn ich die Welt betrachte1 - Mein Weg vom Zweifel zur Gewissheit (Ansprache – Teil 1) - Es ist einer gekommen (Teil 1: Strophen 1–2) - Mein Weg vom Zweifel zur Gewissheit (Ansprache – Teil 2) - Es ist einer gekommen (Teil 2: Strophe 3)   | - Beinah bekehret - Die Wiederkunft Jesu (Ansprache – Teil 1) - Jesus kommt wieder in Herrlichkeit [aus Frohe Botschaft im Lied – Single-Nr. 45 052] - Die Wiederkunft Jesu (Ansprache – Teil 2) - WAS willst du tun mit Jesus1    | Gerhard Bergmann (Sprecher) Wilfried Reuter (Bass-Solist)  | 1 Wetzlarer Evangeliumschor unter der Leitung von Margret Birkenfeld Mons Leidvin Takle (Orgel und Klavier) Margret Birkenfeld (Violine) | Frohe Botschaft im Lied (heute: Gerth Medien) LP-Nr. 33 739  |                                                                                   |
| 1976 | Angst ohne Ausweg? | Angst ohne Ausweg? | Gerhard Bergmann (Sprecher) Wilfried Reuter (Bass-Solist)  | 1 Wetzlarer Evangeliumschor unter der Leitung von Margret Birkenfeld                                                                     | Frohe Botschaft im Lied (heute: Gerth Medien) LP-Nr. 33 772  |                                                                                   |
| 1976 | - Du großer Gott, wenn ich die Welt betrachte [aus Frohe Botschaft im Lied – LP-Nr. 33 739] - Interview mit Dr. Bergmann - Hier hast du meine beiden Hände1 - Die entscheidende Frage (Ansprache – Teil 1) - Meinst du wirklich, es genügt (Teil 1: Strophen 1–3) | - Meinst du wirklich, es genügt (Teil 2: Strophe 4) - Die entscheidende Frage (Ansprache – Teil 2) - Jesus nur alleine - Die entscheidende Frage (Ansprache – Teil 3) - Seliges Wissen, Jesus ist mein (Wetzlarer Evangeliumschor) | Gerhard Bergmann (Sprecher) Wilfried Reuter (Bass-Solist)  | 1 Wetzlarer Evangeliumschor unter der Leitung von Margret Birkenfeld                                                                     | Frohe Botschaft im Lied (heute: Gerth Medien) LP-Nr. 33 772  |                                                                                   |

## Weitere Publikationen
Außerdem sind zahlreiche Bücher des Pfarrers erschienen sowie eine Vielzahl seiner Predigten auf Tonträgern.
- „...nicht vergeblich...“ Spurensuche zum 100. Geburtstag von Heinrich Kemner, hg. v. Wilfried Reuter, Groß Oesingen: Harms, 2003. ISBN 3-86147-263-5
- Mein Wunsch für dich. Ein Grußbrief, Lahr: Johannis, 1998. ISBN 3-501-07617-7
- Das Licht leuchtet in der Dunkelheit. Jesusgeschichten nach dem Evangelisten Lukas. Ein Bilderzyklus von Margret Knoop-Schellbach. Mit einer Einf. von Paul-Werner Scheele und Jan Vering und Betrachtungen von Wilfried Reuter, Lahr: Johannis, 1997, ISBN 3-501-00675-6
- Ich gönne dir Gutes, Lahr: Johannis, 1996. ISBN 3-501-05913-2
- Ein Brief als Dankeschön, Lahr: Johannis, 1995. ISBN 3-501-07609-6
- Watergate wie es noch keiner sah, von Charles W. Colson, dt. v. Wilfried Reuter, Heerbrugg: Schwengeler, 1976, Neuhausen: Hänssler, 2. Aufl. 1977. ISBN 3-7751-0219-1
- Ich bin kein religiöser Typ, von Michael Green, dt. v. Wilfried Reuter, Neuhausen: Hänssler, 1976. ISBN 3-7751-0310-4
- Engel, Gottes Geheimagenten, von Billy Graham, dt. v. Wilfried Reuter, Neuhausen: Hänssler, 1976. ISBN 3-7751-0199-3
- Gott rufet noch, zsgest. von Wilfried P. Reuter u. Bernd Wetzel. Neuhausen: Hänssler, 2. Aufl. 1976.
- ...und bis ans Ende der Welt. Beiträge zur Evangelisation. Eine Festschrift zum 60. Geburtstag von Gerhard Bergmann, hrsg. v. Wilfried Reuter, Neuhausen: Hänssler, 1974. ISBN 3-7751-0148-9
- Urwaldtrommeln, von J. C. Brumfield, übertr. v. Wilfried Reuter, Neuhausen: Hänssler, 1974.
- Rettung auf hoher See, von J. C. Brumfield, übertr. v. Wilfried Reuter, Neuhausen: Hänssler, 1974.
- Abenteuer mit Gott, von J. C. Brumfield, übertr. v. Wilfried Reuter, Neuhausen: Hänssler, 1974.
- Auf gefährlichen Wegen, von J. C. Brumfield, übertr. v. Wilfried Reuter, Neuhausen: Hänssler, 1974.
- Die Brandstifter, von J. C. Brumfield, übertr. v. Wlfried Reuter, Neuhausen: Hänssler, 1974.